# NGC 3431
NGC 3431 је спирална галаксија у сазвежђу Пехар која се налази на NGC листи објеката дубоког неба.
Деклинација објекта је - 17° 0' 30" а ректасцензија 10h 51m 15,0s. Привидна величина (магнитуда) објекта NGC 3431 износи 13,6 а фотографска магнитуда 14,4. NGC 3431 је још познат и под ознакама MCG -3-28-14, IRAS 10487-1644, PGC 32531.